# Franz Hartmann (Pädagoge)
Franz Hartmann (* 28. April 1946 in Molbergen; † 7. April 2010 in Bremen) war ein deutscher Pädagoge und Gewerkschafter.
Nach dem Abitur absolvierte Hartmann sein Lehramtsstudium in Innsbruck, Mainz und Göttingen. Im Jahr 1976 wurde er promoviert.
Von 1977 bis 2010 unterrichtete er an der Kooperativen Gesamtschule (KGS) Leeste die Fächer Geschichte, Gemeinschaftskunde und Latein.
1982 wurde er zum Vorsitzenden des Kreisverbandes Diepholz der Gewerkschaft Erziehung und Wissenschaft (GEW) gewählt; er engagierte sich auch auf Bezirks- und Landesebene dieser Lehrergewerkschaft.
Hartmann war Mitbegründer der Lateinnachrichten bei Radio Bremen und gestaltete zusammen mit anderen Lateinlehrern zehn Jahre lang eine eigene lateinische Radiosendung. Er verhalf so Latein zu neuer Popularität.

## Veröffentlichungen
- Entstehung und Entwicklung der Gewerkschaftsbewegung in Niedersachsen nach dem Zweiten Weltkrieg. Philosophische Fakultät der Universität Göttingen, 1976 (Dissertation).
- Gewerkschaften in Niedersachsen nach dem 2. Weltkrieg. Entstehung und Entwicklung. SOVEC, Göttingen 1979 (Hochschulschrift) (DNB 810039877)